# Centrum Aktywności Lokalnej w Rybniku
Centrum Aktywności Lokalnej w Rybniku-Kłokocinie – obiekt kulturalno-rekreacyjny położony w Kłokocinie – dzielnicy Rybnika przy ul. Brackiej zbudowany w latach 2017–2019.

## Architektura

### Materiały budowlane
Obydwa budynki zostały wykonane z drewna modrzewiowego, które specjalnie nie zostało zabezpieczone, aby poprzez naturalne zestarzenie i zszarzenie się nie być doskonałe, tak jak nikt z nas nie jest doskonały. Takie pozostawienie budynku przyczyniło się jednak do tego, że już w 2023 roku elewacja budynku miała wiele uszkodzeń.

### Kształt budowli
CAL w Kłokocinie składa się z 2 budynków ułożonych w kształcie litery L. Obydwa budynki mają kształt prostokątny w poziomie. Główny budynek ma prostokątny kształt fasady na jednym końcu, który przechodzi w trójkątny na drugim końcu, aby przypominać z wyglądu okoliczne domy, zarówno te z płaskim, jak i te ze skośnym dachem. Pomiędzy budynkami powstał duży plac o kształcie ćwiartki koła.

## Funkcje obiektów
W głównym budynku znajduje się pomieszczenie przeznaczone do organizowania spotkań itp. oraz toalety. Drugi budynek to wiata z ławkami w środku. Skośne dachy obydwu budynków od strony placu pełnią rolę ławek lub trybun podczas organizowanych tutaj różnorodnych wydarzeń.

## Nagrody
Budynek otrzymał nagrodę w kategorii "obiekt" w konkursie  Architektura Roku Województwa Śląskiego w roku 2020. 
Budynek otrzymał nagrodę specjalną i tytuł realizacji najlepiej odpowiadającej na wyzwania współczesnego świata w konkursie Życie w architekturze w roku 2020.
Budynek został nominowany do prestiżowej nagrody EU Prize for Contemporary Architecture – Mies van der Rohe Award w roku 2022.

## Lokalizacja i otoczenie
Centrum Aktywności Lokalnej powstało na terenie tzw. Nowsia. Znajduje się tam oprócz niego plac zabaw, skatepark i siłownia plenerowa, powstałe razem z CAL.

## Przyszłość
Planowana jest budowa podobnych obiektów w innych częściach Rybnika, w tym na Paruszowcu i Ochojcu.